# 夜の十時劇場
『夜の十時劇場』（よるのじゅうじげきじょう）は、1960年5月7日から1967年4月1日までフジテレビ系列局が編成していたテレビドラマ放送枠である。放送回によって系列局の関西テレビや東海テレビ製作の作品も放送された。
佐藤製薬の一社提供だが、当初は化粧品メーカー・黒龍堂、末期は松坂屋と共同提供であった。

## 放送時間
いずれも日本標準時。
- 土曜 22:00 - 23:15 （1960年5月7日 - 1962年3月）
- 土曜 22:00 - 23:30 （1962年4月 - 1967年4月1日） - 15分拡大。

## 放送作品
※印の作品は、舞台中継、または舞台演劇をスタジオドラマ化した可能性があるもの。

### 1960年（昭和35年）
- らくだの馬さん（1960年8月6日 / 岡鬼太郎 作 / 守田勘彌、中村勘三郎 主演） ※
- 刺青奇偶（1960年9月10日 / 長谷川伸 原作 / 中村勘三郎、花柳小菊 主演） ※
- 降霊（1960年11月12日 / 石原慎太郎 原作 / 浅茅しのぶ、春日俊二 主演） - 東海テレビ製作。芸術祭参加作品。
- 赤ひげ診療譚（1960年11月19日 / 山本周五郎 原作 / 西島大 脚色 / 武田信敬 演出 / フランキー堺 主演）
- 青春の深き渕より（1960年11月26日 / 大島渚 作 / 堀泰雄 演出 / 入川保則、楠年明 主演） - 関西テレビ製作。芸術祭大賞受賞。大島本人や戸浦六宏その他といった創造社の関連人物も出演。
- 人情ばなし 文七元結（1960年12月3日 / 三遊亭円朝 原作 / 中村勘三郎 主演） ※
- 東京タワーは笑ってる（1960年12月31日 / 花登筺 作 / 榎本健一、有島一郎、森光子、トニー谷 主演）

### 1961年（昭和36年）
- 鳥井強右衛門（1961年4月15日 / 吉川英治 原作 / 大垣肇 脚本 / 伊藤雄之助、南原宏治、桑山正一、織田政雄 主演）
- 青べか物語（1961年5月13日 / 山本周五郎 原作 / 若尾徳平 脚本 / 堀雄二、須賀不二夫、花柳小菊 主演）
- 花影（1961年6月9日 / 大岡昇平 原作 / 馬場当 脚本 / 小田切成明 演出 / 鳳八千代、徳大寺伸、船山裕二、万代峰子、溝田繁 主演） - 関西テレビ製作。
- 落城（1961年7月1日 / 田宮虎彦 原作 / 久板栄二郎 脚本 / 小川秀夫 演出 / 森雅之、北村和夫、村瀬幸子 主演）
- 待っていた男（1961年7月22日 / 北上弥太郎、福田公子、嵐吉三郎 主演）
- 大桶師為三郎（1961年7月29日 / 清水毅 原作 / 霜川遠志 脚本 / 小沢功 演出 / 田崎潤、堀越節子、上月佐知子、天知茂 主演）
- 母子裸像（1961年8月26日 / 若尾徳平 作 / 丹羽茂久 演出 / 丹波哲郎、野口ふみえ、夏川大二郎 主演）
- 夜の波紋（1961年9月16日 / 菊島隆三、内川清一郎 脚本 / 小川秀夫 演出 / 鳳八千代、細川ちか子、福田公子 主演）
- 瞼の母（1961年10月14日 / 長谷川伸 原作 / 矢田弥八 脚本 / 中村勘三郎、中村時蔵、波野千代枝 主演）※
- 現代愛（1961年11月25日 / 寺田信義 作・脚本 / 中島寛 演出 / 根岸明美、古畑弘二、安田千永子＝荒砂ゆき 主演）

### 1962年（昭和37年）
- 庖丁（1962年8月4日 / 丹羽文雄 原作 / 成沢昌茂、中園みなみ 脚本 / 塚田圭一 演出 / 瑳峨三智子＝嵯峨美智子、大木実、天知茂、浦辺粂子 主演）
- 女の日記（1962年10月13日 / 林芙美子 原作 / 田中澄江 脚本 / 福中八郎 演出 / 八千草薫、市原悦子、柳永二郎 主演）
- 示談屋（1962年10月20日 / 菊島隆三 原作 / 安藤日出男 脚本 / 藤信次 演出 / 山茶花究、多々良純、長門裕之、遠藤太津朗 主演） - 関西テレビ製作。芸術祭奨励賞受賞。
- 小さい二つの顔（1962年11月24日 / 岩間芳樹 作・脚本 / 石川洋之 演出 / 花房正、七尾伶子、牟田悌三 主演）

### 1963年（昭和38年）
- 夏（1963年11月16日 / 山内久 作・脚本 / 森川時久 演出 / 石立鉄男、吉村実子、織田政雄 主演） - 芸術祭奨励賞受賞。
- 嘘と嘘 第一話 第二話（1963年11月23日 / 菊島隆三（第1話）、田波靖男（第2話） 脚本 / 藤信次 演出 / 三津田健、淡島千景、北城真記子、高橋元太郎 主演） - 関西テレビ製作。芸術祭参加作品。
- あさきゆめみし（1963年12月7日 / 岡田達門 作・脚本 / 中島寛 演出 / 万里昌代、西川右近、森健二 主演） - 東海テレビ製作。
- 誘殺（1963年12月14日 / 松本清張 原作 / 程島武夫 演出 / 松本幸四郎、市川中車、中村吉十郎 主演）

### 1964年（昭和39年）
- 宗右衛門町（1964年3月7日 / 梅林貴久生 脚本 / 西山四郎 演出 / 夏目俊二、雪代敬子、阿井美千代 主演） - 関西テレビ製作。
- 粉雪の村（1964年12月26日）

### 1965年（昭和40年）
- 有田川（1965年4月10日終了 / 有吉佐和子 原作 / 菊田一夫 脚色・演出 / 森光子、司葉子、加東大介、船戸順 主演） ※
- 顔役（1965年10月9日 / 北条秀司 作・演出 / 伊藤雄之助、夏目俊二、曾我廼家明蝶 主演） ※

### 1966年（昭和41年）
- 細雪（1966年1月21日 / 谷崎潤一郎 原作 / 菊田一夫 脚色・演出 / 浦島千歌子、岡田茉莉子、神山繁、児玉利和 主演） ※
- 花と龍（1966年4月9日 / 火野葦平 原作 / 村田英雄、大江美智子、雪代敬子 主演） ※

## 補足
放送作品の殆どがドラマだったが、例外的に1965年1月2日と1966年1月1日にはフジテレビの正月特番『新春かくし芸大会』第2回・第3回を放送した。
| フジテレビ 土曜22:00枠 | フジテレビ 土曜22:00枠                    | フジテレビ 土曜22:00枠 |
| 前番組 | 番組名                                    | 次番組 |
| --- | ----------------------------------------- | --- |
| スリラー劇場 ※22:00 - 22:30、木曜22:00枠へ移動シークレット・プリズム ※22:30 - 22:45週間海外ニュース ※22:45 - 23:15、土曜版のみ廃枠 | 夜の十時劇場 （1960年5月7日 - 1962年3月） | 土曜劇場 （1967年4月8日 - 1974年9月28日） ※21:30 - 22:30スパイ大作戦（第1期） （1967年4月8日 - 1968年3月30日） ※22:30 - 23:30 |
| フジテレビ 土曜23:15枠 |                                           | |
| あすのお天気 ※23:15 - 23:30 | 夜の十時劇場 （1962年4月 - 1967年4月1日） | スパイ大作戦（第1期） （1967年4月8日 - 1968年3月30日） ※22:30 - 23:30                                                         |